# Hubert Godaert
Hubert Godaert (Viane, Geraardsbergen, 30 d'agost de 1913 - Viane, 2 de novembre de 1983) va ser un ciclista belga que va córrer en els anys previs a la Segona Guerra Mundial. Sols se li coneix una victòria, a la Gant-Wevelgem de 1938.

## Palmarès
- 1938
  - 1r a la Gant-Wevelgem